# Tony Coton
Anthony Philip "Tony" Coton (Tamworth, 1961. május 19. –) angol labdarúgókapus, pályafutása során legtöbbet az angol Manchester City és Watford kapuját őrizte. 1997 és 2004 között a Manchester United kapusedzőjeként is dolgozott.

## Sikerek
Watford
- A szezon játékosa: 1985–1986, 1986–1987, 1989–1990

Manchester City
- Az év játékosa: 1992, 1994